# Sandra Piršić
Sandra Piršić, née le 11 octobre 1984 à Kranj (alors en Yougoslavie), est une joueuse slovène de basket-ball.

## Biographie
En 2011-2012, elle joue jusqu'à la fin de l'année civile à Ibiza en Ligue 2 (9,8 points à 53,7 % en 11 rencontres) puis rejoint Rivas Ecopolis (5,4 points à 4,7 % en 16 rencontres et 5,5 points à 53,3 % en 11 matches d'Euroligue).
Après sept saisons en Espagne, elle rejoint Villeneuve-d'Ascq en France pour la saison 2012-2013 (3,4 points, 2,6 rebonds). Puis elle retrouve l'Espagne au CD Zamarat. Ses 10,9 points et 8 rebonds de moyenne lui valent un renouvellement de contrat.

## Clubs
| Saisons   | Équipe            | Pays     |
| 2004-2006 | Ljubljana         | Slovénie |
| 2006-2007 | Barcelone         | Espagne  |
| 2007-2008 | La Seu d’Urgell   | Espagne  |
| 2008-2009 | Ibiza PDV         | Espagne  |
| 2009-2010 | Ibiza PDV         | Espagne  |
| 2009-2010 | Ibiza PC          | Espagne  |
| 2010-2012 | Ibiza PC          | Espagne  |
| 2011-2012 | Rivas Ecópolis    | Espagne  |
| 2012-2013 | Villeneuve-d'Ascq | France   |
| 2013-     | CD Zamarat        | Espagne  |